# Aztec Camera
Az Aztec Camera 1980-ban alapított skót pop/new wave együttes East Kilbride-ból. Alapítója Roddy Frame, az együttes énekes-dalszerzője és egyetlen állandó tagja. Az együttesnek összesen hat nagylemeze jelent meg, mielőtt 1995-ben feloszlott. Legismertebb dalaik az "Oblivious", a "Somewhere in My Heart" (ez a dal Magyarországon is ismertnek számít), és a "Good Morning Britain" (duett Mick Jones-szal, a The Clash gitárosával).

## Diszkográfia

### Stúdióalbumok
- High Land, Hard Rain (1983)
- Knife (1984)
- Love (1987)
- Stray (1990)
- Dreamland (1993)
- Frestonia (1995)